# Eberhard Löffler
Eberhard Löffler (* 21. April 1937) ist ein ehemaliger deutscher Kommunalpolitiker (CDU). Von 1990 bis 2001 war er Landrat von Freiberg.
Der diplomierte Ingenieur Löffler war in den 1980er Jahren in seiner Funktion als Stadtverordneter und als Mitglied der Gesellschaft für Denkmalpflege innerhalb des Kulturbundes maßgeblich an der Restaurierung des Freibergsdorfer Hammers beteiligt. Diesem war er durch seinen Großvater Otto Löffler verbunden, der dort als Schmied tätig gewesen war. Über die Rekonstruktion des Hammers publizierte Löffler einige Aufsätze in Regional- und Fachperiodika.
Nach den Kommunalwahlen 1990 wählte ihn der Kreistag des Kreises Freiberg zum Landrat. Dieses Amt bekleidete er vom 7. Juni 1990 bis zum 31. Juli 1994. Anschließend war er bis zum 31. Juli 2001 Landrat im infolge der Kreisreform 1994 vergrößerten Landkreis Freiberg. Nachfolger im Amt wurde Volker Uhlig. Ende 2001 wurde Löffler Vorsitzender des Landesverbands Sachsen beim Bundesverband Landschaftsschutz BLS e. V.
Auf Initiative Löfflers und seines Nachfolgers Uhlig wurde am Tag des Gedenkens an die Opfer des Nationalsozialismus 2018 das Hauptgebäude der Kreisverwaltung mit dem Namen Werner-Hofmann-Haus versehen. Werner Hofmann war als deutscher Unternehmer 28 Jahre Leiter des Porzellanwerkes in Freiberg und Ehrendoktor und -senator der Bergakademie. Wegen seines jüdischen Glaubens wurde er nach 1933 von den nationalsozialistischen Machthabern aus seiner Position entlassen, schikaniert und schließlich in den Selbstmord getrieben.
Er lebt in Freiberg.